# Portugees-Timorese escudo
De Portugees-Timorese escudo (TPE) was tussen 1959 en 1976 de munteenheid in de voormalige kolonie Portugees-Timor. Deze was verdeeld in 100 centavos. Het verving daar de Portugees-Timorese pataca. Eén pataca werd ingewisseld voor 5,6 escudo's. De Portugees-Timorese escudo was gelijkwaardig aan de Portugese escudo.

## Geschiedenis
Toen de kolonie zich in 1975 onafhankelijk verklaarde als Oost-Timor, was er geen tijd om een eigen munt in te voeren, aangezien slechts negen dagen later buurland Indonesië het land bezette en het in 1976 opnam in zijn grondgebied. Daarna werd de Indonesische roepia een geldig betaalmiddel.
De eerste munten dateren uit 1958. Ze waren verkrijgbaar in tien, 30 en 60 centavos en één, drie en zes escudo's. De eerste bankbiljetten volgden in 1959 met coupures van 30, 60, 100 en 500 escudo's. De ongebruikelijke graduatie is afgeleid van de wisselkoers naar de oude pataca. Later werden munten van 20 en 50 centavos en twee en een halve, vijf en tien escudo's en bankbiljetten van 20, 50 en 1000 escudo's geïntroduceerd. De bankbiljetten zijn uitgegeven door de Banco Nacional Ultramarino.